# Anserma (llengua)
L'anserma (Anserna) és una llengua extingida de Colòmbia que pertanyia a la família lingüística de les llengües chocó. Tenia com a dialectes el caramanta i el cartama.
Jolkesky (2016) també assenyala que hi ha semblances lèxiques amb les llengües barbacoanes a causa del contacte.